# Rejon Zərdab
Rejon Zərdab (azer. Zərdab rayonu) – rejon w centralnym Azerbejdżanie. 